# Campionati del mondo di ciclismo su strada 2018 - Gara in linea maschile Junior
La gara in linea maschile Junior dei Campionati del mondo di ciclismo su strada 2018 si è svolta il 27 settembre in Austria, con partenza da Kufstein e arrivo a Innsbruck, su un percorso totale di 131,8 km. Il belga Remco Evenepoel ha vinto la gara con il tempo di 3h03'49" alla media di 43,021 km/h, argento al tedesco Marius Mayrhofer e a completare il podio l'italiano Alessandro Fancellu.
Presenti alla partenza 159 ciclisti, di cui 84 sono arrivati al traguardo.

## Squadre partecipanti
| N.      | Cod. | Squadra       |
| ------- | ---- | ------------- |
| 1-6     | DEN  | Danimarca     |
| 7-12    | NOR  | Norvegia      |
| 13-18   | BEL  | Belgio        |
| 19-24   | ITA  | Italia        |
| 25-30   | USA  | Stati Uniti   |
| 31-36   | GER  | Germania      |
| 37-42   | FRA  | Francia       |
| 43-46   | KAZ  | Kazakistan    |
| 47-52   | CZE  | Cechia        |
| 53-58   | NED  | Paesi Bassi   |
| 59-63   | JPN  | Giappone      |
| 64-68   | SUI  | Svizzera      |
| 69-73   | ESP  | Spagna        |
| 74-78   | CAN  | Canada        |
| 79-83   | RUS  | Russia        |
| 84-88   | GBR  | Gran Bretagna |
| 89-91   | NZL  | Nuova Zelanda |
| 92-93   | ERI  | Eritrea       |
| 94-96   | AUS  | Australia     |
| 97-100  | IRL  | Irlanda       |
| 101-102 | PRT  | Portogallo    |
| 103-104 | LUX  | Lussemburgo   |
| 105-106 | BLR  | Bielorussia   |
| 107     | MEX  | Messico       |
| 108-109 | RWA  | Ruanda        |
| 110-111 | COL  | Colombia      |
| 112-113 | HKG  | Hong Kong     |

| N.      | Cod. | Squadra     |
| ------- | ---- | ----------- |
| 114-115 | SVK  | Slovacchia  |
| 116-118 | THA  | Tailandia   |
| 119-120 | SLO  | Slovenia    |
| 121     | ECU  | Ecuador     |
| 122-123 | UKR  | Ucraina     |
| 124     | BRA  | Brasile     |
| 125-126 | LTU  | Lituania    |
| 127     | ALB  | Albania     |
| 128-129 | AZE  | Azerbaigian |
| 130-131 | SWE  | Svezia      |
| 132-133 | EST  | Estonia     |
| 134     | LAT  | Lettonia    |
| 135-136 | AUT  | Austria     |
| 137     | CHI  | Cile        |
| 138-139 | SRB  | Serbia      |
| 140-141 | RSA  | Sud Africa  |
| 142-143 | ROU  | Romania     |
| 144-145 | PUR  | Porto Rico  |
| 146-147 | POL  | Polonia     |
| 148-149 | BUL  | Bulgaria    |
| 150-151 | KOS  | Kosovo      |
| 152     | GUY  | Guyana      |
| 153     | CRO  | Croazia     |
| 154-155 | CRC  | Costa Rica  |
| 156     | AFG  | Afghanistan |
| 157-158 | MDA  | Moldavia    |
| 159     | MAR  | Marocco     |

## Ordine d'arrivo (Top 10)
| Pos. | Corridore           | Squadra     | Tempo    |
| ---- | ------------------- | ----------- | -------- |
| 1    | Remco Evenepoel     | Belgio      | 3h03'49" |
| 2    | Marius Mayrhofer    | Germania    | a 1'25"  |
| 3    | Alessandro Fancellu | Italia      | a 1'38"  |
| 4    | Alexandre Balmer    | Svizzera    | s.t.     |
| 5    | Frederik Wandahl    | Danimarca   | a 3'20"  |
| 6    | Gabriele Benedetti  | Italia      | s.t.     |
| 7    | Aloïs Charrin       | Francia     | s.t.     |
| 8    | Kevin Vermaerke     | Stati Uniti | s.t.     |
| 9    | Antonio Tiberi      | Italia      | s.t.     |
| 10   | Sean Quinn          | Stati Uniti | a 3'25"  |